# Постајем човек
„Постајем човек” је југословенски ТВ филм из 1964. године. Режирао га је Здравко Шотра а сценарио је написао Небојша Николић.

## Улоге
| Глумац          | Улога |
| --------------- | ----- |
| Петар Ђуровић   |       |
| Предраг Тасовац |       |
| Рената Улмански |       |